# Asesinato de la familia Lawson

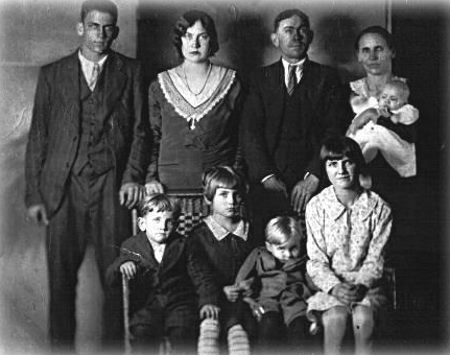
Retrato de estudio de la familia Lawson tomado pocos días antes de que Charlie Lawson asesinara a todos los miembros de su familia, excepto uno. En el sentido de las manecillas del reloj desde la izquierda arriba: Arthur (16), Marie (17), Charles (43), Fannie (37) con la pequeña Mary Lou en sus brazos, Carrie (12), Raymond (2), Maybell (7), James (4).

El asesinato de la familia Lawson se refiere a un asesinato múltiple que tuvo lugar en Germanton, Carolina del Norte, Estados Unidos el 25 de diciembre de 1929, en el que el aparcero Charles Davis "Charlie" Lawson asesinó a su mujer y seis de sus siete hijos.

## Contexto
En 1911, Charles Lawson se casó con Fannie Manring, con quien  tendría ocho hijos. El tercero, William, nacido en 1914, murió de una enfermedad en 1920. En 1918, siguiendo a sus hermanos más jóvenes Marion y Elijah al área de Germanton, Lawson hizo lo propio con su familia. La familia Lawson trabajó como agricultores arrendatarios de tabaco, ahorrando suficiente dinero alrededor de 1927 como para comprar su propia granja en Brook Cove Road.

## Asesinatos
En 1929, poco antes de Navidad, Lawson (43 años) llevó a Fannie (su esposa, 37 años) y sus siete hijos, Marie (17 años), Arthur (16 años), Carrie (12 años), Maybell (7 años) James (4 años), Raymond, (2 años) y Mary Lou (4 meses) al pueblo para comprar ropa nueva y hacerse un retrato familiar. Esto habría sido algo poco común en esos tiempos para una familia rural de clase trabajadora, lo cual ha llevado a especular que el acto de Lawson era premeditado. Pero Lawson adquirió su granja dos años antes, y fue caracterizado por Associated Press como un "granjero pudiente", por lo que estos gastos pre-Navideños pudieran ser razonables.
En la tarde del 25 de diciembre Lawson primero le disparó a sus hijas, Carrie y Maybell, cuando salían hacia casa de sus tíos. Las esperó junto al almacén de tabaco hasta que estuvieron al alcance de su escopeta. Las apaleó para asegurarse de que estuvieran muertas y puso los cuerpos en el mismo almacén de tabaco.
Después, Lawson regresó a la casa y le disparó a Fannie, que estaba en el porche. Cuando se escuchó el disparo, Marie, que estaba adentro, gritó, mientras los dos niños pequeños, James y Raymond, intentaron encontrar un sitio donde esconderse. Lawson le disparó a Marie y después encontró y mató a los dos niños. Finalmente, mató a la bebé, Mary Lou; probablemente a golpes. Después de los asesinatos, se fue al bosque cercano y, varias horas más tarde, se suicidó disparándose. El único sobreviviente fue su hijo mayor, Arthur de 16 años, a quien Lawson envió a hacer un recado justo antes de cometer los crímenes.
Los cuerpos fueron encontrados con los brazos cruzados y piedras bajo sus cabezas. El sonido del disparo con el que se suicidó Lawson fue escuchado por muchas personas que se habían enterado de los asesinatos y estaban reunidas en la propiedad. Un oficial de policía que estaba con Arthur corrió para descubrir el cuerpo de Lawson junto con cartas a sus padres. Se encontraron huellas de pasos alrededor del árbol, lo que hace suponer que había estado dándole vueltas antes de quitarse la vida.

## Teorías sobre la motivación

### Daño cerebral de Charlie Lawson
Meses antes de estos sucesos, Lawson sufrió una lesión en la cabeza; y algunos amigos y familiares especularon que tal vez había alterado su estado mental y estaba relacionado con la masacre. Sin embargo, una autopsia y un análisis de su cerebro en el Hospital Johns Hopkins no encontraron ninguna anormalidad.

### El embarazo de Charlie hacia Marie
No fue hasta la publicación del libro Navidad Blanca, Navidad Sangrienta en 1990 que emergió la acusación de que Charlie había abusado sexualmente de Marie. Esto vino a partir de una fuente anónima que oyó un rumor durante una visita a la casa de los Lawson poco después de los asesinatos. El día antes de la publicación del libro el autor recibió una llamada de Stella Lawson, una pariente que ya había sido entrevistada para el libro. Stella dijo haber oído a las tías y cuñadas de Fannie, incluyendo a su propia madre, Jettie Lawson, decir como Fannie había estado preocupada por una "relación incestuosa" entre Charlie y Marie. Jettie murió a principios de 1928, por lo que Fannie habría sospechado del incesto tiempo antes de los asesinatos, que ocurrieron a finales de 1929.
Más evidencia para esta teoría fue revelada en El significado de nuestras lágrimas, libro publicado por el mismo autor en 2006. Ella Mary, amiga cercana de Marie Lawson, reveló que unas cuantas semanas antes de la Navidad de 1929, Marie le contó que estaba embarazada de su propio padre y que tanto él como Fannie lo sabían. Otro amigo cercano y vecino de la familia Lawson, Hill Hampton, declaró que sabía de problemas serios dentro de la familia, pero rehusó dar más detalles.

## Legado
Poco después de los asesinatos, el hermano de Charlie, Marion Lawson, abrió la casa de Brook Cove Road como atracción turística. Un pastel que Marie había cocinado para Navidad era mostrado en la visita, pero los visitantes empezaron a llevarse pasas del pastel como souvenirs por lo que se le puso una cubierta de cristal durante muchos años.
El acontecimiento inspiró varias canciones y otros tributos que incluyen la balada de 1956, "El asesinato de la familia Lawson", de los Stanley Brothers. 
El caso también fue presentado en un episodio del podcast de PRX, Criminal.
Los Lawson fueron enterrados en el cementerio familiar originalmente establecido en 1908 para uso de la familia Browder y sus vecinos. Hoy solamente puede ser usado por descendientes directos de W. D. Browder, a causa de la limitada disponibilidad de la parcela. Arthur Lawson murió en 1945 a los 32 años en un accidente automovilístico, dejando viuda y cuatro hijos.

## Galería

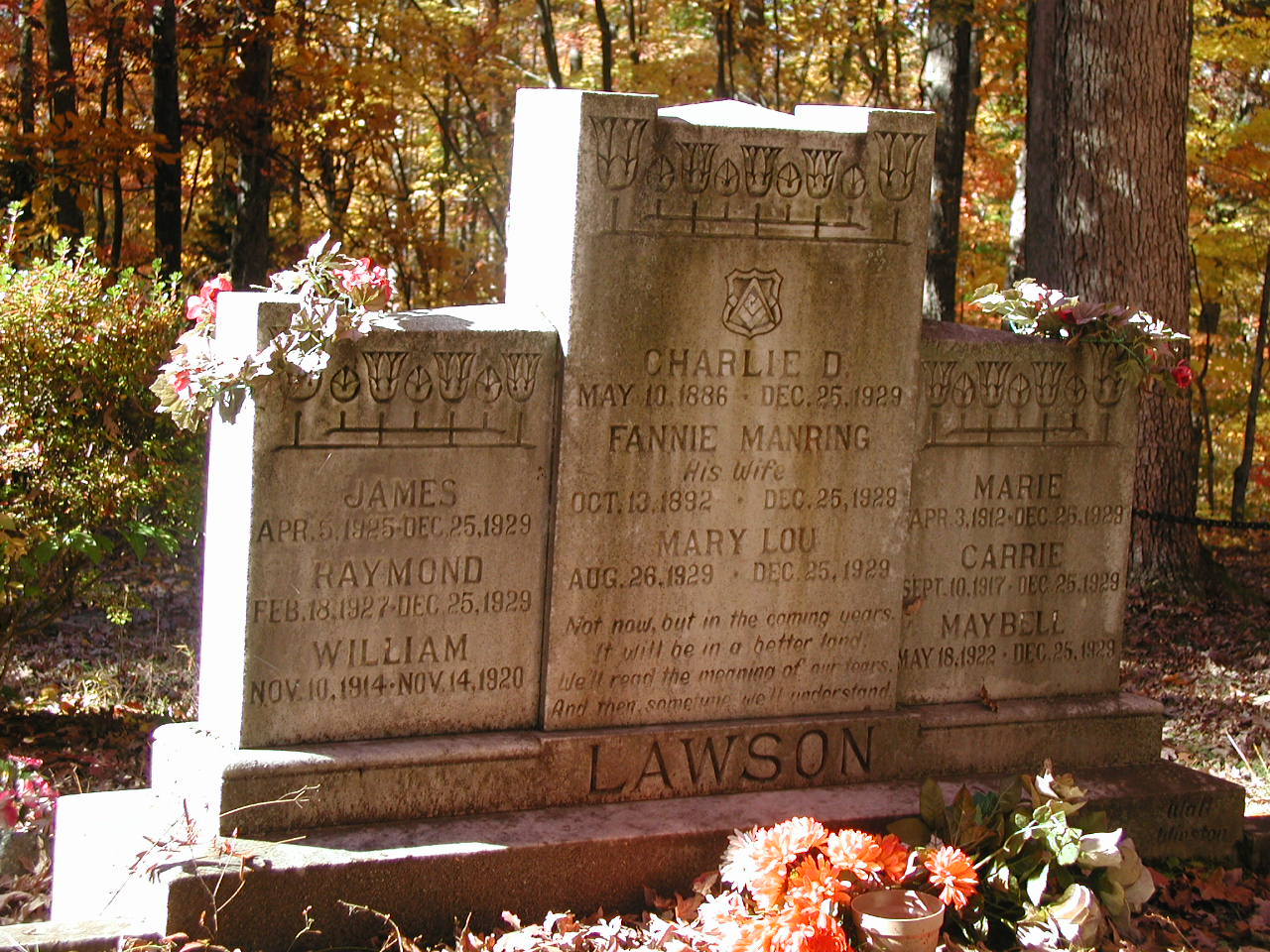
El asesino múltiple Charlie Lawson comparte la misma lápida que sus víctimas.
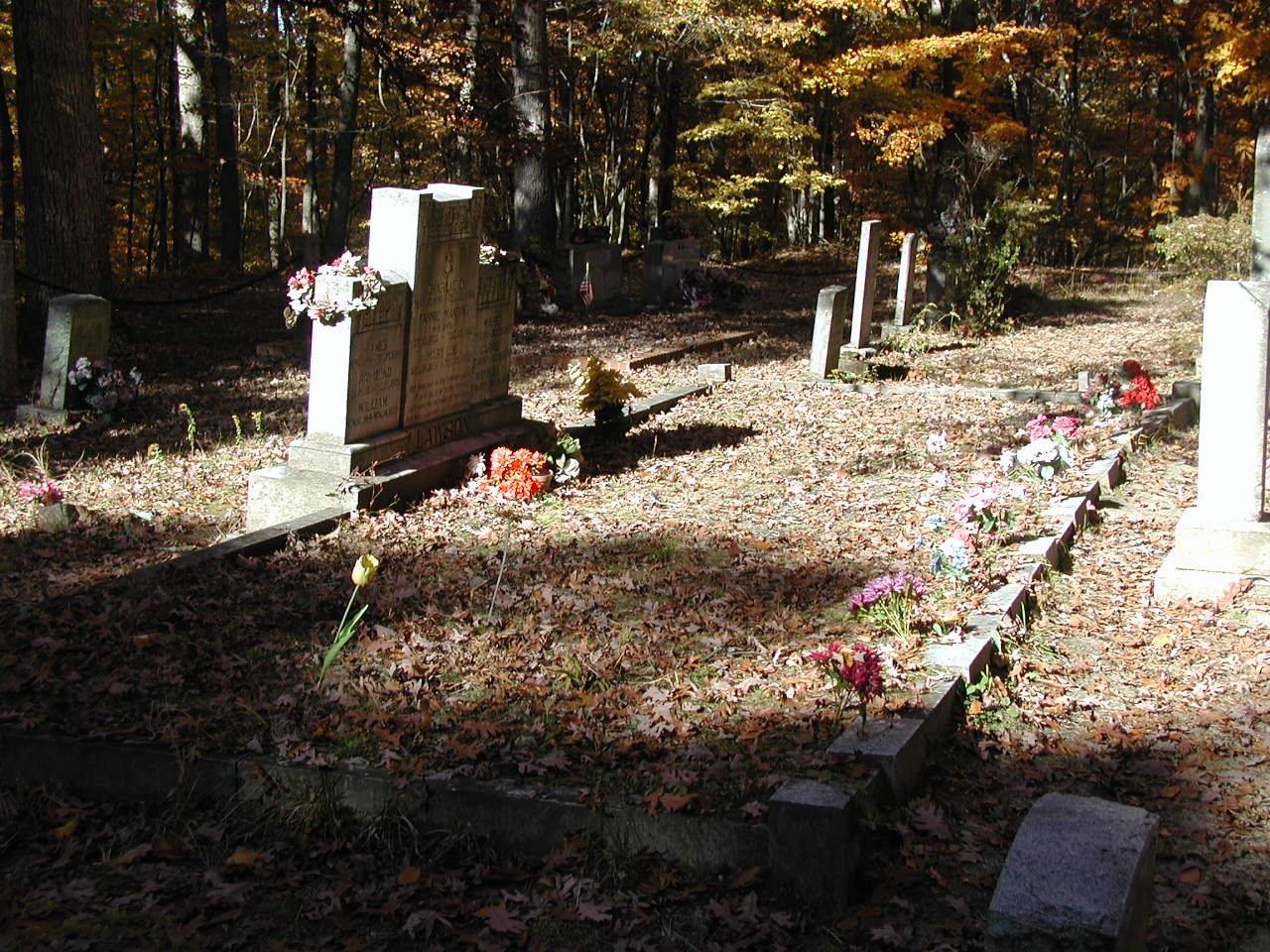
Tumba de Charlie y sus siete víctimas.
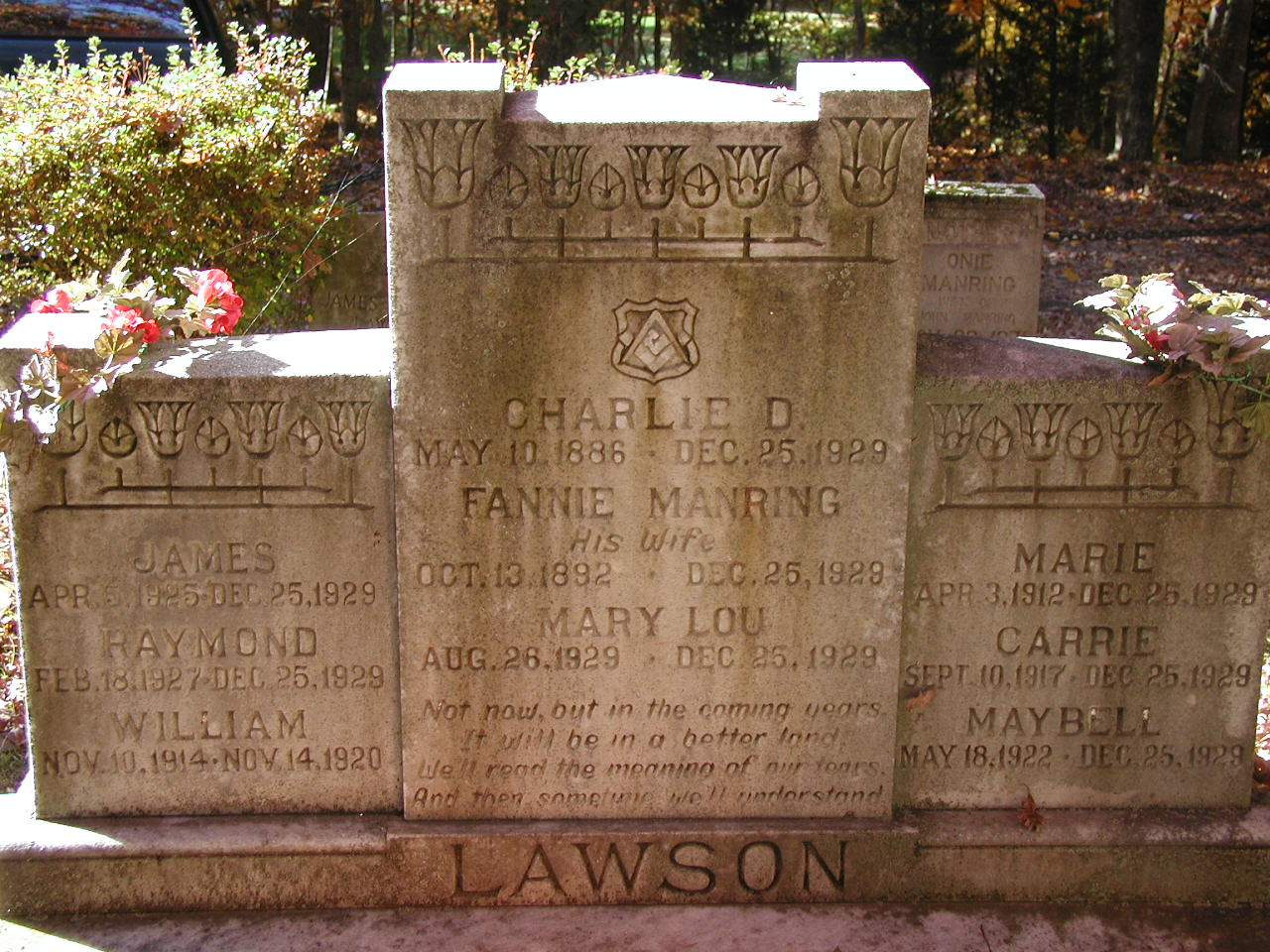
La inscripción dice "No ahora, pero en los años venideros, será una tierra mejor. Leeremos el significado de nuestras lágrimas y entonces entenderemos."